# Rustenhart
Rustenhart (deutsch Rüstenhart) ist eine französische Gemeinde mit 964 Einwohnern (Stand 1. Januar 2022) im Département Haut-Rhin in der Region Grand Est (bis 2015 Elsass). Sie gehört zum Arrondissement Colmar-Ribeauvillé und ist Mitglied im Gemeindeverband Communauté de communes Alsace Rhin Brisach. Die Bewohner werden Rustenhartois und Rustenhartoises genannt.

## Geografie
Rustenhart liegt 13 km von Ensisheim und 12 km von Neuf-Brisach entfernt. Zum Gemeindegebiet gehört auch der Rheinfelderhof östlich der Eisenbahnlinie, der im 19. Jahrhundert bezeugt wurde. Auf der westlichen Seite wird Rustenhart vom Rhein-Rhône-Kanal tangiert. Die Nachbargemeinden Rustenharts sind Dessenheim im Norden, Heiteren im Nordosten, Nambsheim und Balgau im Osten, Hirtzfelden im Süden, Niederentzen im Westen sowie Oberhergheim im Nordwesten.

## Geschichte
Von 1871 bis zum Ende des Ersten Weltkrieges gehörte Rustenhart als Teil des Reichslandes Elsaß-Lothringen zum Deutschen Reich und war dem Kreis Gebweiler im Bezirk Oberelsaß zugeordnet.

### Bevölkerungsentwicklung
| Jahr      | 1910 | 1962 | 1968 | 1975 | 1982 | 1990 | 1999 | 2007 | 2017 |
| Einwohner | 601  | 553  | 587  | 589  | 587  | 665  | 759  | 780  | 859  |

## Zweckverband
Rustenhart ist Mitglied im Grenzüberschreitenden örtlichen Zweckverband Mittelhardt-Oberrhein, der auf Basis des Karlsruher Übereinkommens die grenzüberschreitende kommunale Zusammenarbeit von Gemeinden im Elsass und Baden fördert.

## Wirtschaft und Infrastruktur
Die Hauptstraße D2 von Neuf-Brisach nach Ensisheim durchquert Rustenhart in Nord-Süd-Richtung. Des Weiteren bestehen Straßenverbindungen nach Rouffach am Fuß der Vogesen sowie in die Dörfer am Rhein Richtung Osten. Das umliegende Land ist an einzelnen Stellen bewaldet oder es wird landwirtschaftlich genutzt. Vorwiegend wird Mais angebaut. Ein weiterer wichtiger Erwerbszweig ist das Kleingewerbe.

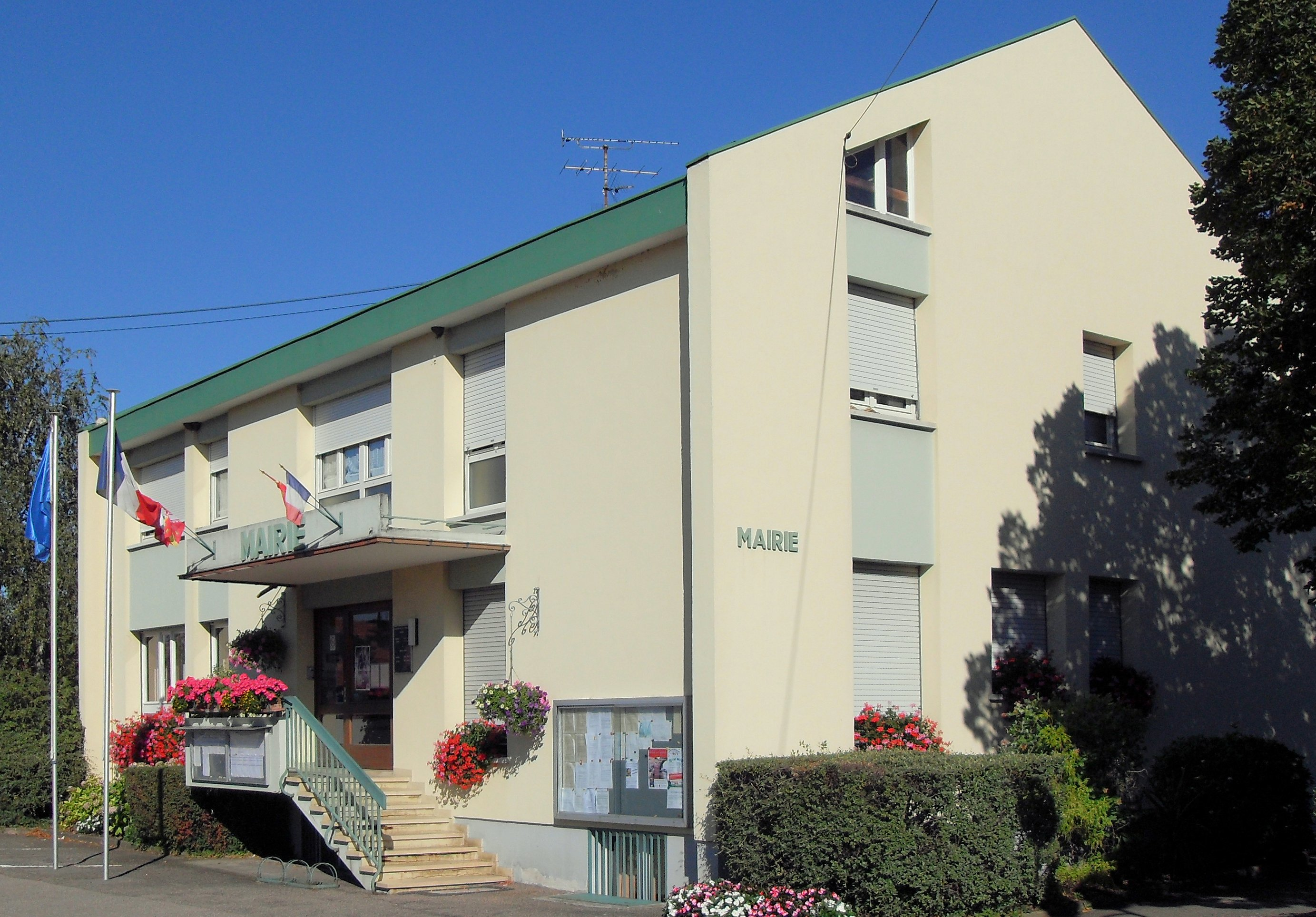
Bürgermeisteramt (Mairie)

## Trivia
In Rustenhart wird alle drei Jahre das Bürgermeisteramt (Mairie) für acht Tage in eine Kneipe umgewandelt. Grund ist, dass in Frankreich keine neuen Schanklizenzen vergeben werden und bestehende Lizenzen verfallen, wenn sie nicht mindestens in oben stehendem Zeitraum genutzt werden. Als der letzte Schankwirt des Dorfes seine Lizenz abgeben wollte, wurde diese von der Gemeinde übernommen, um sie als letzte Schanklizenz des Dorfes zu retten.